# Baviera-Landshut-Ingolstadt
Baviera-Landshut-Ingolstadt fou una línia ducal de Baviera sorgida de facto el 1445 i formalment el 1447, per l'annexió de Baviera-Ingolstadt a Baviera-Landshut. Com que aquest darrer ducat fou el beneficat, sovint s'esmenta al ducat unit només com Baviera-Landshut, però el territori resultant era considerablement més gran. A la mort de Jordi fou heretat per Baviera-Múnic que ja havia recuperat els dominis de la línia de Baviera-Dachau el 1501 i amb la incorporació de Lanshut-Ingolstad reunificava el ducat, adoptant llavors el nom de "ducat de Baviera". Els ducs foren:
- Enric IV 1445-1450
- Lluís IX (fill) 1450-1479
- Jordi el Ric 1479-1503